# Amiga 3000T
Amiga 3000T to wersja komputera Amiga 3000 umieszczonej w obudowy tower.
Oryginalnie komputer wyposażony był w procesor Motorola 68030 taktowany zegarem 25 MHz. Wyprodukowano mało egzemplarzy z racji wysokiej ceny komputera.
Obudowa pozwalała pomieścić kilka typów napędów:
- 1 napęd 5.25-calowy instalowany poziomo
- 2 napędy 5.25-calowe instalowane pionowo
- 2 napędy 3.5-calowe instalowane poziomo